# 폐쇄구멍
폐쇄구멍(obturator foramen) 또는 폐쇄공(閉鎖孔)은 궁둥뼈와 두덩뼈에 의해 형성되는 큰 구멍으로, 신경과 혈관이 지나간다.

## 구조
얇고 울퉁불퉁한 모서리에 의해 경계가 이루어지며, 튼튼한 막이 붙어 있다. 위쪽에는 깊은 고랑인 폐쇄고랑(폐쇄구, obturator groove)이 존재한다. 폐쇄고랑은 골반에 비스듬히 아래안쪽으로 파여 있다.
폐쇄고랑은 폐쇄막이 특수하게 변한 부분인 인대와 같은 띠로 인해 폐쇄관으로 바뀐다. 띠는 두 결절에 붙어 있다.
- 뒤폐쇄결절(후폐쇄결절, posterior obturator tubercle)은 궁둥뼈 안쪽 모서리, 절구패임의 바로 앞에 위치한다.
- 앞폐쇄결절(전폐쇄결절, anterior obturator tubercle)은 두덩뼈위가지의 폐쇄능선에 위치한다.

## 변이
남성과 여성 골반 사이의 전반적인 성차로 인해 남성의 폐쇄구멍이 여성의 것보다 더 넓고 삼각형의 형태를 하고 있다.
또한 한쪽 골반의 형성저하증은 폐쇄구멍 크기가 달라지게 할 수 있다. 심지어 정상인의 폐쇄구멍보다 두 배가량 큰 폐쇄구멍을 나타내는 드문 사례도 보고된 바 있다.

## 기능
폐쇄관을 통해 폐쇄동맥, 폐쇄정맥, 폐쇄신경이 골반에서 나간다.

## 같이 보기
- 속폐쇄근
- 바깥폐쇄근

## 추가 이미지

아래쪽의 두 동그라미 모양의 구조가 폐쇄구멍이다.
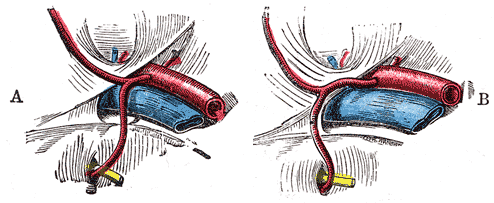
폐쇄동맥의 변이
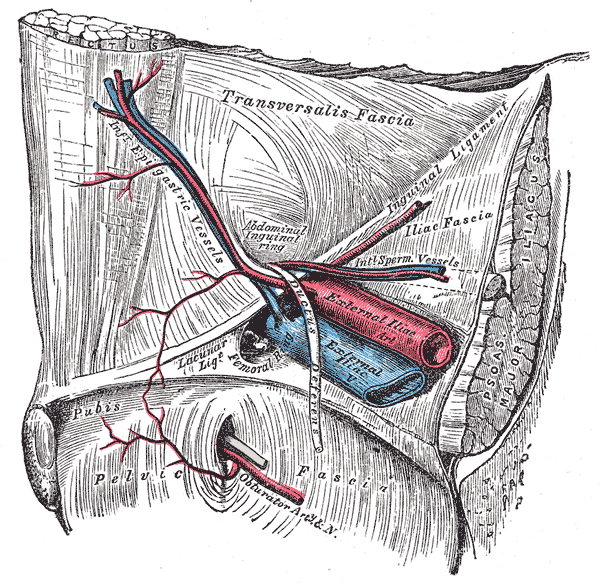
배에서 본 오른쪽 넙다리관구멍, 샅굴구멍의 위치
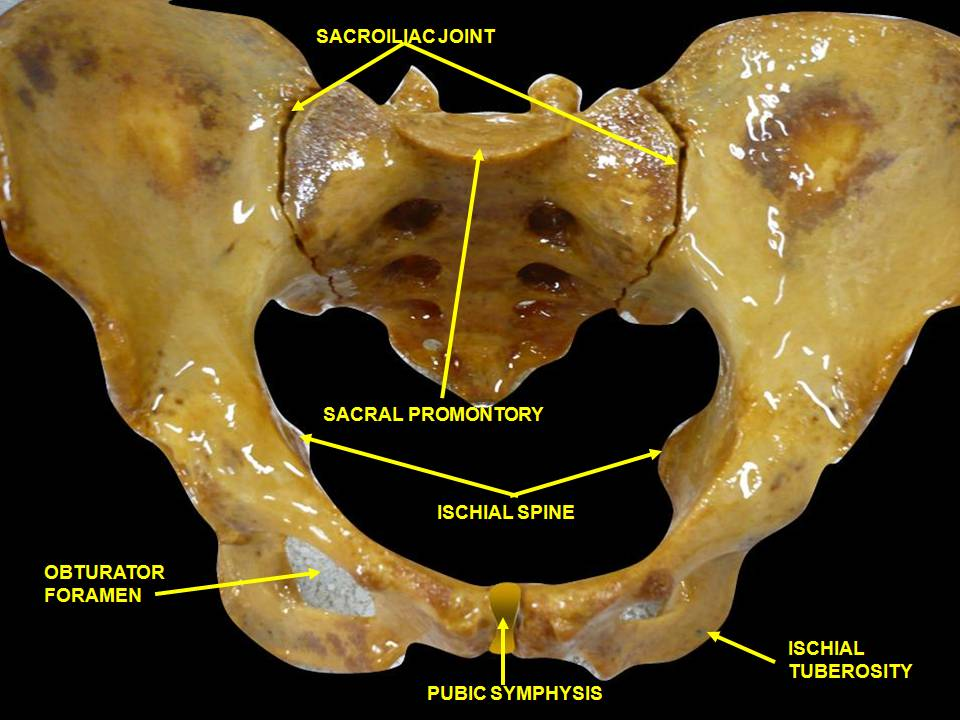
앞에서 본 골반

## 참고 문헌
이 문서는 현재 퍼블릭 도메인에 속하는 그레이 해부학 제20판(1918) page 237의 내용을 기초로 작성된 글이 포함되어 있습니다.
1. ↑  Apostolos Karantanas; Konstantina Velesiotou; Evagelos Sakellariou (2002). “Double Obturator Foramen”. 《American Journal of Roentgenology》 (Larissa General Hospital, Greece) 178 (1): 245. doi:10.2214/ajr.178.1.1780245. PMID 11756138.